# Miles d'Illiers
Ne doit pas être confondu avec Milon d'Illiers, évêque de Luçon.
Miles ou Milon d'Illiers, né vers 1410 et mort le 27 septembre 1493 est un prélat français du XVe siècle . Il est fils de Pierre d'Illiers, chevalier et seigneur d'Illiers, et de Marguerite de Taillecourt, sa seconde femme. Son frère, Florent d'Illiers, est un des capitaines de l'armée du royaume de France.

## Biographie
Miles d'Illiers est docteur en droit à Paris, conseiller au parlement de Paris et maître des requêtes de l'hôtel du roi. Il est doyen de l'église de Chartres, curé de Saint-Nicolas de Faye et d'Illiers et ambassadeur de France auprès du pape, quand il est élu évêque de Chartres en 1459, sur recommandation du roi.
L'évêque de Chartres publie, à cette époque des statuts pour son église. En 1462 il reçoit du roi Louis XI l'ordre de réconcilier l'église de Saint-Pierre-en-Val et assiste aux États généraux du royaume de Tours en 1467.
En 1482, le spirituel d'abord, puis le temporel de son église lui sont enlevés, sans doute à cause de l'excommunication portée contre lui pour les meurtres commis à Saint-Pierre-en-Val par les gens de sa maison. En 1492, il se démet de son siège.